# Sehailia
Sehailia è un comune dell'Algeria, situato nella provincia di Mascara.